# كيت شيبارد
كاثرين «كيت» ويلسون شيبارد (ولدت في 10 مارس 1847 – 13 يوليو 1934) كانت أبرز عضو في حركة المطالبة حق النساء في التصويت في نيوزيلندا وحق التصويت الأكثر شهرة في البلاد. ولدت في ليفربول بإنجلترا وهاجرت إلى نيوزيلندا مع عائلتها في 1868، حيث أصبحت عضوًا نشطًا في العديد من المنظمات الدينية والاجتماعية، بما في ذلك الاتحاد النسائي المسيحي للمرأة (WCTU). وفي عام 1887، تم تعيينها كمديرة وطنية في WCTU للامتياز والتشريع، وهو منصب استغلته للدفع بقضية حق النساء في التصويت
شجعت شيبارد حق التصويت عن طريق تنظيم الالتماسات والاجتماعات العامة، من خلال كتابة رسائل إلى الصحافة، وعن طريق تطوير الاتصالات مع السياسيين. كانت رئيسة تحرير White Ribbon ، وهي أول صحيفة تديرها امرأة في نيوزيلندا. نجحت في الدعوة إلى حق المرأة في التصويت من خلال كتابتها الماهرة وخطابها العام المقنع. وساهم في القضية كتيبها عشرة أسباب لماذا يجب على نساء نيوزيلندا التصويت وعلى النساء بشكل عام التصويت؟ وبلغ هذا العمل ذروته في تقديم عريضة تضم 000 30 توقيع يدعو إلى تقديم حق المرأة في التصويت في البرلمان، والتوسع الناجح في حق الامتياز للنساء في عام 1893. وبذلك، أصبحت نيوزيلندا أول بلد ينشئ حق الاقتراع العام.
كانت شيبارد أول رئيسة للمجلس الوطني للمرأة في نيوزيلندا، الذي تأسس في 1896، وساعدت في إصلاح المنظمة في عام 1918. وفي مرحلة لاحقة من حياتها، سافرت إلى بريطانيا وساعدت في عملية الاقتراع هناك. ولكن تسبب التدهور الصحي في عودتها إلى نيوزيلندا، وواصلت بعد ذلك مشاركتها في الكتابة عن حقوق المرأة، رغم أنها أصبحت أقل نشاطًا سياسياً. توفيت في عام 1934.
يُنظر إلى شيبارد على أنها واحدة من أبرز الشخصيات النيوزيلندية، ويرجع ذلك إلى دورها كزعيم فعلي لحركة التصويت النسائية الرائدة في نيوزيلندا. 

## حياتها المبكرة
ولدت كيت شيبارد كاثرين ويلسون مالكولم في ليفربول بإنجلترا للآباء الاسكتلنديين جيميما كراوفورد سوتر وأندرو ويلسون مالكولم. كان والدها، والذي ولد في اسكتلندا عام 1819، محامياً ومصرفاً. تزوج من سوتر في هبريدس الداخلية في 14 تموز / يوليه عام 1842. كانت كاثرين ثانى أو ثالث الخمسة أطفال. سميت على اسم جدتها من الأب، وولكنها فضلت كتابة اسمها «كاثرين» أو اختصارها إلى «كيت». تفاصيل تعليم الأطفال غير معروفة، على الرغم من أن كتابات كيت في وقت لاحق تنم عن معرفة واسعة من العلم والقانون، مما يدل على تلقيها تعليم قوي. كانت معروفة بمعرفتها العريضة وقدرتها الفكرية.كما يدل حب والدها للموسيقى على أن العائلة لديها تدريب موسيقي جيد.
غالباً ما كانت الأسرة تتنقل في جميع أنحاء اسكتلندا، حيث كان الأب مطلوبًا من السفر مهنياً من أجل تسوية النزاعات. توفي في عام 1862،  ولكنه ترك أرملته مع وسائل كافية لإعالة الأسرة. عاشت كيت مع عمها، والذي كان وزير كنيسة اسكتلندا الحرة في نايرن, بعد وفاة والدها.وكان عمها غرس فيها قيم الاشتراكية المسيحية أكثر من أي شخص آخر. خلال هذا الوقت، بقيت بقية أفراد العائلة مع أقاربهم في دبلن، حيث انضمت كيت لاحقاً إليهم.
هاجر جورج بيث -شريك شقيقة كيت- إلى ملبورن في عام 1863، ثم انتقل بعد ذلك إلى كرايستشيرش.بعد أن انضمت إليه ماري هناك. تزوجا عام 1867، بعد أن انضمت إليه ماري هناك. تزوجا عام 1867، وولد طفلهما الأول في السنة التالية. دفعت روايات ماري عن كرايست تشيرش جيميما إلى نقل أسرتها إلى نيوزيلندا، حيث كانت تبحث عن فرص أفضل لتوظيف أبنائها وأرادت أن ترى حفيدتها. أبحروا على ماتواكا من غريفز في 12 نوفمبر 1868، ووصلوا إلى ميناء الميناء ليتلتون في 8 فبراير 1869.

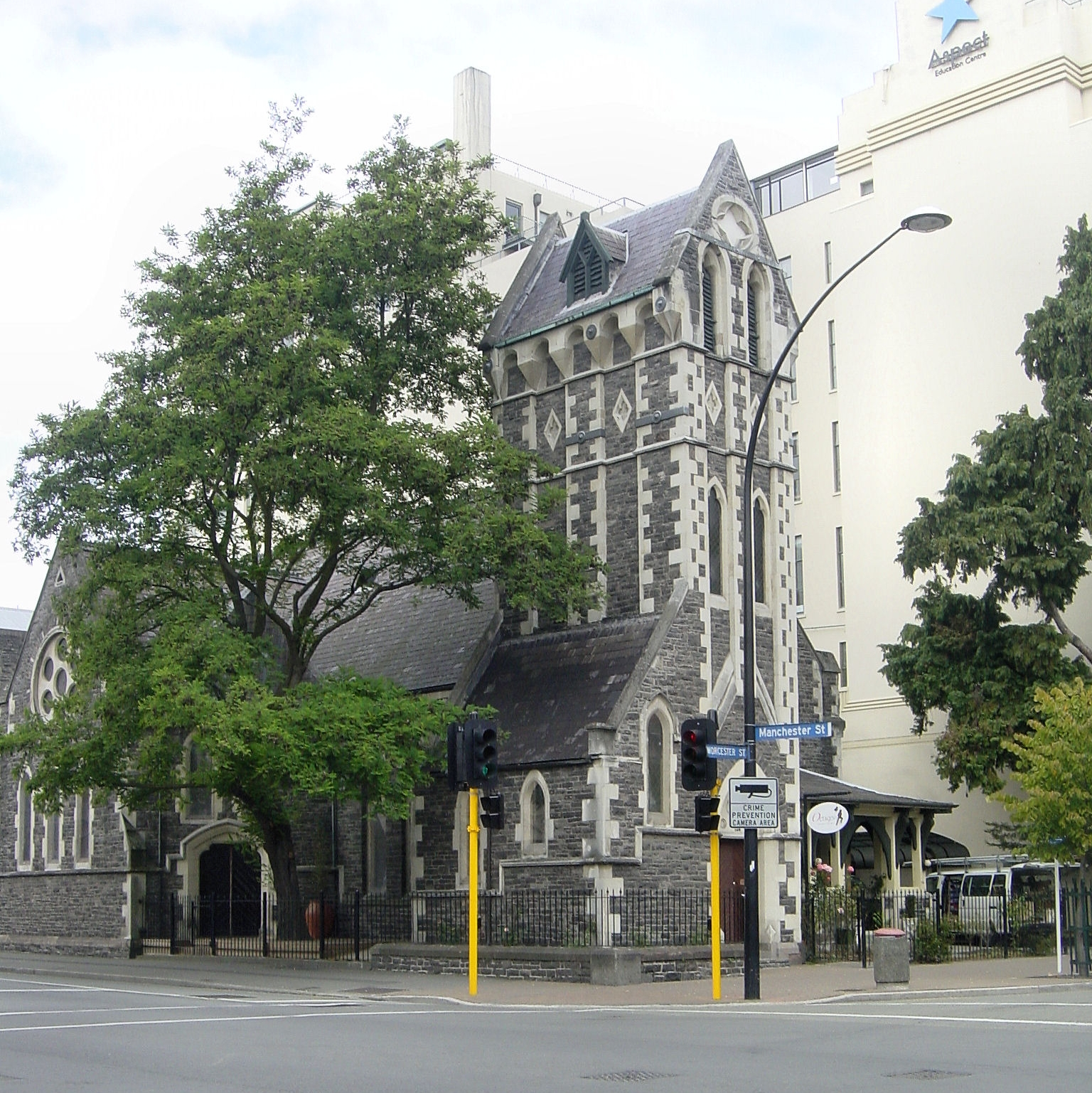
الثالوث تجمعي الكنيسة ، حيث شيبرد يعبد

انضمت معظم 8 فبراير 1869. أفراد العائلة في كرايستشيرش، بما في ذلك كيت، إلى الثالوث تجمعي الكنيسة.  كان الوزير القس وليام هيفنز -خريج جامعة لندن- يعمل أيضًا معلمًا في مدرسة ثانوية في كريستشرش في ذلك الوقت. أصبحت كيت جزءًا من المشاهد الفكرية والاجتماعية في كرايستشيرش، وأمضت بعض الوقت مع عائلة ماري وجورج التي تكبر.
تزوجت كيت وولتر ألن شيبارد، وهو صاحب متجر في منزل والدتها، في 21 يوليو 1871. وقد تم انتخاب والتر لمجمع مدينة كرايستشيرش مجلس المدينة في عام 1868، وربما تكون قد أعجبت كيت بمعرفته بالأمور المحلية. كانوا يعيشون في شارع مادراس، والذي لا يبعد عن منزل والدتها، وعلى مسافة قريبة من وسط المدينة. . جمعت كنيسة الثالوث التجمعي الأموال لمبنى جديد من 1872 إلى 1874، ومن المرجح أن تكون كيت قد شاركت في هذا العمل. وقد شكلت صداقة مع ألفريد سوندرز، وهو سياسي وناشط بارز في مجال النزاهة، ربما يكون قد أثر على أفكارها حول حق المرأة في التصويت. أمضت شيبارد وزوجها سنة في إنجلترا في عام 1877-1878، ثم عادت إلى كرايستشيرش. ولد طفليهما الوحيد بدوغلاس في 8 ديسمبر 1880.
كانت شيبارد عضواً نشطا في مختلف المنظمات الدينية، ودرست في مدرسة الأحد. انتُخبت سكرتيراً لجمعية ترنيتي للسيدات المشكلة حديثًا في عام 1884 حديثًا، وهي هيئة أُنشئت للزيارة مع الأبرشيين الذين لم يحضروا بانتظام خدمات الكنيسة. كما ساعدت الجمعية أيضًا في جمع التبرعات وتوفير وظائف للكنيسة مثل تقديم الشاي الصباحي. كتبت شيبارد تقارير عن عمل الجمعية، وحاولت توظيف أعضاء جدد، وعملت على الاحتفاظ بالأعضاء الحاليين. في العام التالي انضمت إلى جمعية ري كارتون كورالي. وأشيد بحفلها المنفرد في حفلة موسيقية في شهر مايو 1886  المقام في يتيلتون تايمز. كما خدمت في لجنة إدارة جمعية الشابات المسيحيات.

## حركة حق المرأة في التصويت

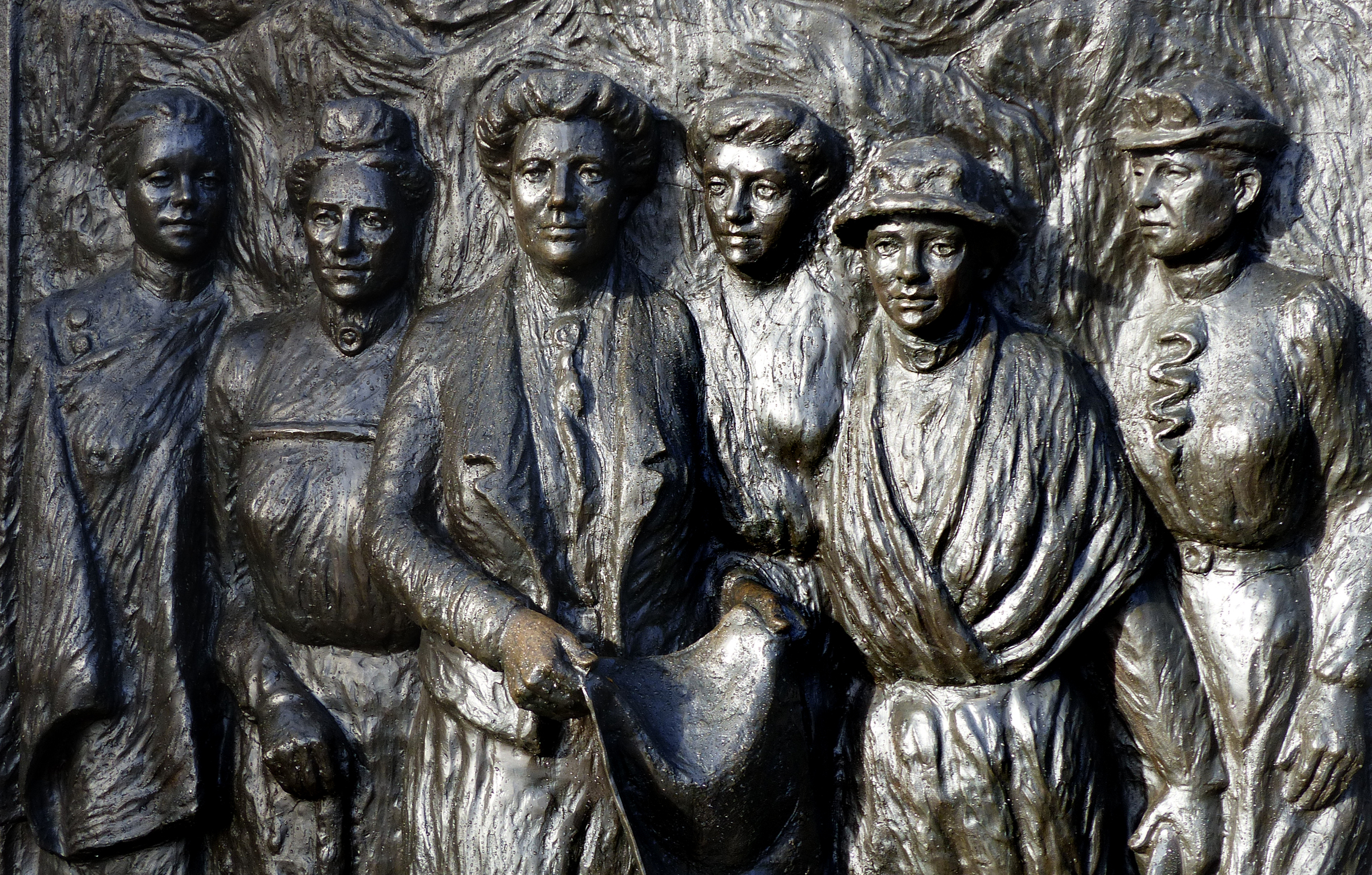
شيبرد و خمسة أخرى بارزة نيوزيلندا suffragettes يتم الاحتفال به على كيت شيبرد التذكاري الوطني ، البرونزية النحت في كرايستشيرش.

بدأ نشاط كيت شيبارد ومشاركتها مع السياسة بعد الاستماع إلى أو قراءة محادثة لماري ليفيت من الاتحاد النسائي المسيحي (WCTU) في الولايات المتحدة. قامت ليفيت عام 1885 بجولة في نيوزيلندا لم تتحدث فيها فقط عن المشاكل الناجمة عن استهلاك الكحول، بل أيضا عن الحاجة إلى أن تكون للمرأة «صوت في الشؤون العامة».  وأمضت أسبوعين في كرايستشيرتش (كنيسة المسيح)، بدءا بخطاب عام في المسرح الملكي في 10 مايو.أعجب الصحفيون بقوة الخطابة التي عرضتها امرأة، وهو أمر لم يشهد في كثير من الأحيان في ذلك الوقت في نيوزيلندا.
أصبحت شيبارد تشارك في تأسيس فرع كرايستشيرش (كنيسة المسيح) التابع للإتحاد النسائي المسيحيى قبل تشكيل منظمة وطنية. كانت مشاركتها الأولية هي رفع العرائض إلى البرلمان لمنع النساء من العمل كنادلات، وحظر بيع الكحول للأطفال. كان هذا بداية تعاونها مع ألفريد سوندرز، الذي نصحها فيما يتعلق بمفاوضاتها مع السياسيين الذين كتبوا إلى رئيس الوزراء، السيد روبرت شجاع، سعياً إلى تعزيز حملتها. رفضت لجنة الالتماس في البرلمان العرائض ضد النادلات (بما في ذلك بعض من اجزاء أخرى من البلاد) في وقت لاحق في عام 1885. وقررت شيبارد أنه بما أن العرائض قد تكون غير فعالة، فإن امتياز المرأة ضرورياً.
في عام 1879 العالمي الذكور الاقتراع قد تم منح جميع الرجال فوق سن 21 سواء كانت مملوكة أو لا، إلا أن المرأة لا تزال استبعاد الناخبين. عدد محدود من حقوق التصويت كانت تمتد إلى أنثى الناخبين في 1870s. أنثى دافعي الضرائب وكانوا قادرين على التصويت في الهيئة المحلية للانتخابات في عام 1873، وفي عام 1877 النساء «الأسر» أعطيت الحق في التصويت والترشح لمجالس التعليم.
شُكل الاتحاد النسائي المسيحي النيوزلاندي في مؤتمر في ويلينغتون في فبراير 1886. لم تحضر شيبارد ذلك المؤتمر، ولكن استعدت لتقديم ورقة عن حق المرأة في التصويت في المؤتمر الوطني الثاني في كرايستشيرش بعد عام، على الرغم من عدم وجود فرصة لها للقيام بذلك. عُينت لأول مرة مديرة للإحصاء النسبي، بسبب اهتمامها بالاقتصاد. وفي عام 1887 عندما أنشئت إدارات الامتياز المحلية داخل الاتحاد النسائى المسيحى، عُينت مديرة وطنية للامتياز والتشريع.
يعتقد الاتحاد أن معظم الدعم للاعتدال يأتي من النساء، ومع حق المرأة في التصويت، يمكنها أن تحقق هدفها في حظر الكحول بينما تؤثر على قضايا رعاية الطفل والأسرة. سرعان ما أصبحت شيبارد بارزة في مجال حق المرأة في التصويت، لكن اهتمامها بالقضية تجاوز الاعتبارات العملية المتعلقة بالاعتدال. وقد تم التعبير عن آرائها بشكل جيد مع قولها «كل ما يفصل، سواء كان عن العرق أو الطبقة أو العقيدة أو الجنس، غير إنساني، ويجب التغلب عليه.» حيث أثبتت شيبارد أنها متحدثة قوية ومنظمة ماهرة، وبسرعة قامت ببناء الدعم لقضيتها.

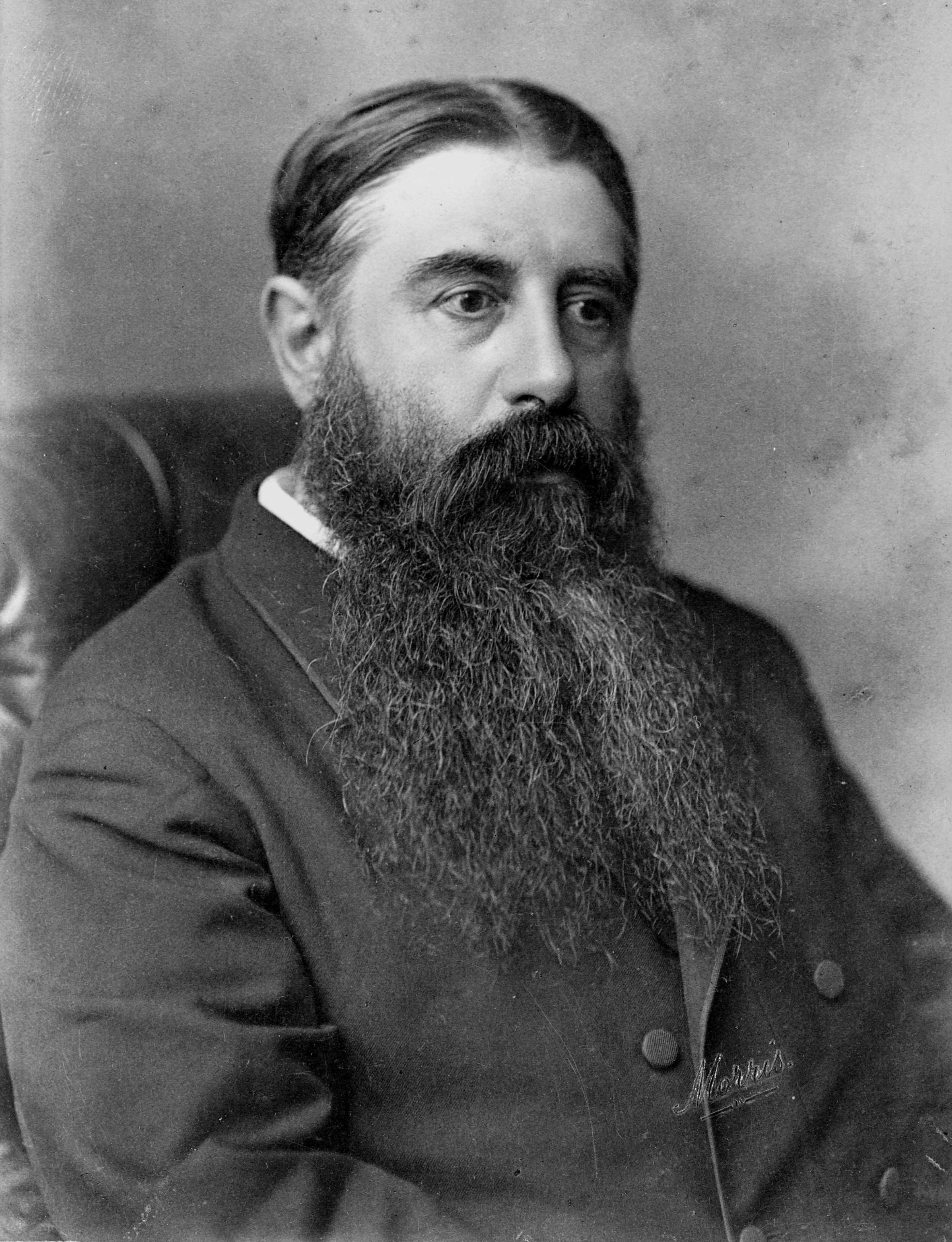
Sir Julius Vogel, Member of Parliament for Christchurch North and former Premier, introduced a Woman's Suffrage Bill to Parliament in 1887.

أرسل الاتحاد النسائي المسيحي وفداً إلى عضو البرلمان ورئيس الوزراء السابق السيد يوليوس فوغل مطالبينه بتقديم مشروع قانون التصويت إلى البرلمان. وقد فعل ذلك في عام 1887، مع مشروع قانون حق التصويت للإناث، وشنت شيبارد حملة لدعمه. ولكن في الجلسة الثالثة أُبطل الجزء الذي يتعلق بحق المرأة في التصويت من خلال صوت واحد، وسُحب مشروع القانون. خلال حملة الانتخابات العامة التي جرت في وقت لاحق من ذلك العام شجعت شيبارد أعضاء الاتحاد النسائى المسيحى على طرح أسئلة المرشحين البرلمانيين حول حق الاقتراع، لكن القليل من النساء فعلوا ذلك.
في عام 1888، كانت شيبارد رئيسة فرع كرايستشيرش التابع للاتحاد النسائى المسيحى وقدمت تقريرا إلى المؤتمر الوطني في مدينة دنيدن، حيث قرر المؤتمر أن حق المرأة في التصويت وحظرها سيكون الهدف الرئيس للمؤسسة. ألقت شيبارد خطابات عامة عن حق الاقتراع في مدينة دنيدن، وأوامارو، وكريستشيرش، ولتحقيق هذا طورت أسلوب حديث واثق).و من أجل تعزيز رسالتها، قدمت منشورات إلى الجمهور انُتجت في بريطانيا والولايات المتحدة. قامت شيبارد بعد ذلك بنشر الكتيّب الخاص بها الذي يحمل ورقة واحدة بعنوان «الأسباب العشرة لماذا يجب على نساء نيوزيلندا أن يصوتن»، الأمر الذي عرض «نهجها الجاف والمنطقي». أرسلت نسخة إلى كل عضو من أعضاء مجلس النواب.
قدمت الحكومة مشروع قانون للانتخابات في عام 1888 والذي يستمر في استبعاد النساء من حق الاقتراع، وقد نظمت شيبارد عريضة تطلب الرجوع عن هذا الاستبعاد. وكتبت إلى السير جون هول، وهو عضو محترم في مجلس النواب في مدينة كانتربري، ثم طلبت منه تقديم الالتماس ودعم قضيتها. قدم السير هول العريضة، ولكن لم يتم اتخاذ أي إجراء. ثم أطلقت شيبارد منشورا ثانياً بعنوان "هل ينبغي على النساء التصويت؟”، والتي قدمت فيه بيانات عن حق الاقتراع من أشخاص بارزين من نيوزيلندا والخارج. تأجل مشروع قانون الانتخابات حتى عام 1890، وفي 5 أغسطس 1890، قدم هول اقتراحا إلى مجلس النواب قائلًا "أنه في رأي مجلس النواب، يجب أن يمتد حق التصويت لأعضاء مجلس النواب إلى النساء." وبعد مناقشة قوية، فاز هذا التصويت بأغلبية 37 صوتا مقابل 11 صوتا. في 21 أغسطس، اقترح هول تعديلا لمشروع القانون الانتخابي لمنح النساء حق الاقتراع، ولكن خسر بسبعة أصوات.

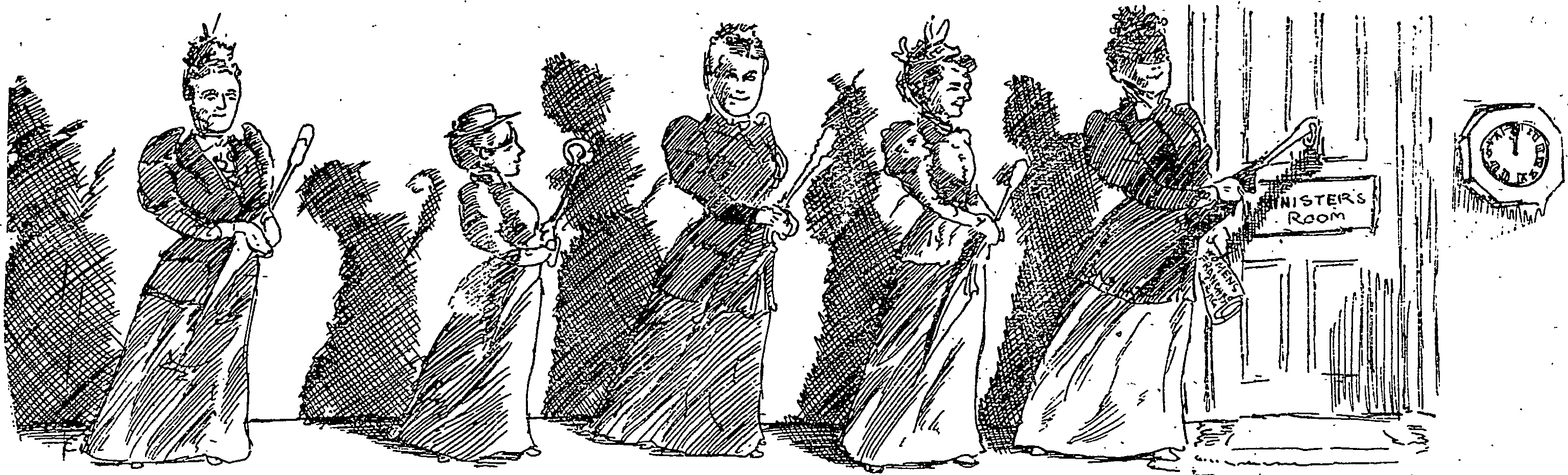
مصورة كوميدي من "اتحاد امتياز أوكلاند" يصطفون خارج مكتب رئيس الوزراء. نشرت في الاوبزرفر في 1893.

بعد فشل الموافقة على تعديله، اقترح هول على شيبارد أن تقديم التماس إلى البرلمان يجب أن يكون الخطوة التالية. ووضعت شيبارد صيغة الالتماس، ورتبت لطباعة النماذج، وشنت حملة قوية من أجل دعمها. وخلال الحملة الانتخابية عام 1890، حاول أعضاء الاتحاد النسائي المسيحي أن يسألوا جميع المرشحين عن موقفهم تجاه حق المرأة في التصويت.
احتوى الالتماس على 10.085 توقيعاً طبقاً لمحضر الاتحاد النسائي المسيحي وقدمه هول إلى البرلمان في عام 1891 حيث عُرض مشروع قانون جديد للانتخابات. دعم الالتماس في البرلمان كلا من هول وألفريد سوندرز وجون بالنس رئيس الوزراء في ذلك الوقت. اقترح هول تعديلاً لمشروع قانون الانتخاب لمنح النساء حق الاقتراع؛ وفاز هذا التصويت بأغلبية 25 صوتًا. ثم قام أحد معارضي حق الاقتراع، وهو والتر كارنكروس، باقتراح تعديل يسمح أيضاً للنساء بالمشاركة في الانتخابات البرلمانية. بدا هذا امتدادًا منطقيًا لتعديل هول، لكن تم حسابه بالفعل لإحداث فشل مشروع القانون في مجلس الشيوخ النيوزيلندي، وهو المجلس النيوزيلندي التشريعي. فشل مشروع القانون في مجلس الشيوخ بتصويتين.
شيبارد وعدت أن الثانية ستكون عريضة مرتين كما كبيرة وعملت خلال الصيف إلى تنظيم بل تلقى 20,274 المرأة التوقيعات. باستخدام تدفع canvassers الليبرالية النائب هنري الأسماك تنظيم اثنين مكافحة الالتماسات التي وقعت بين الرجال والآخر من النساء أنها تلقت 5000 التوقيعات بينهما. انتخابية بيل في عام 1892 تضمنت النص على حق المرأة في الاقتراع مرة أخرى بسهولة مرت في مجلس النواب لكن مجلس الشيوخ طلب المرأة الأصوات يكون البريدية بدلا من الاقتراع. واثنين من البيوت لا يمكن أن توافق على هذا القانون فشلت.

الصفحة الأولى من نجاح 1893 المرأة في الاقتراع العريضة.

نظمت شيبرد عريضة ثالثة للحصول على حق الاقتراع، أكبر من السابقة، وقدمتها في عام 1893. هذه المرة وقعت العريضة 31.872 امرأة وهي من أكبر الالتماسات من أي نوع التي قدمت إلى البرلمان في هذه المرحلة. الانتخابية بيل من عام 1893، تمكين المرأة في الاقتراع، اجتاز بنجاح في مجلس النواب في آب / أغسطس. بعض النواب كانوا على استعداد للتصويت ضدها، خوفا من أن المرأة في التصويت في الانتخابات العامة في وقت لاحق من ذلك العام. كثير ولذلك اخترت أن تكون غائبة عن المنزل خلال الأصوات. هنري السمك حاول تأخير الأساسي المقترح بالدعوة إلى استفتاء وطني،  ولكن مشروع القانون تقدمت إلى المجلس التشريعي. بعد عدة محاولات عرقلة مرور فشل التشريعات مرت 20 صوتا مقابل 18 في 8 أيلول / سبتمبر. الفاتورة الآن في حاجة الحاكم التوقيع، على الرغم من أن المحافظ ديفيد بويل لم تدعم حق المرأة في الاقتراع وكانت بطيئة في التوقيع أنه في نهاية المطاف حتى في 19 أيلول / سبتمبر، الذي منح المرأة كامل حقوقها في التصويت. شيبرد كان من المسلم به على نطاق واسع باعتباره زعيم حركة المطالبة بحق التصويت للمرأة.

## 1893 الانتخابات العامة ومواصلة الدفاع عن حقوق المرأة
ومع ذلك، لم يكن أمام شيبارد وقت للراحة، حيث أن انتخابات 1893 كانت على بعد عشرة أسابيع فقط، ونشرت الصحف إشاعات تقول إنه قد يتم انعقاد انتخابات مبكرة للحد من عدد النساء المسجلات. جنبا إلى جنب مع الاتحاد، كانت شيبارد نشطة للغاية في تشجيع النساء على التسجيل كناخبات. وكان صناع الخمور من أكبر منتقديها، حيث كانوا يخشون على استمرار عملهم. على الرغم من أن النساء حصلن على حق التصويت، إلا أنهن لم يكن مؤهلات للوقوف في الانتخابات البرلمانية حتى عام 1919، وحتى عام 1933، انتخبت أول امرأة في البرلمان